# Network Direct Attached Storage
Un Network Direct Attached Storage (NDAS) è una tecnologia proprietaria Ximeta Inc. che implementa un ibrido tra NAS e DAS.
Questi sistemi di memorizzazione possono quindi essere collegati alternativamente via USB o alla rete.
A differenza di un NAS, per accedere ai dati è necessario l'installazione di un software proprietario. La configurazione risulta notevolmente semplificata. L'accesso avviene direttamente sull'indirizzo MAC e la periferica viene vista come disco locale. Le prestazioni, in base a test effettuati da Ximeta Inc., risultano notevolmente migliorate.
Questa tecnologia viene implementata su alcuni prodotti multimediali permettendone l'accesso attraverso la rete locale.